# Việt Nam 3–1 Trung Quốc (2022)
Vào ngày 1 tháng 2 năm 2022, đội tuyển bóng đá quốc gia Việt Nam đã giành chiến thắng trước Trung Quốc với tỷ số 3–1 trên Sân vận động Quốc gia Mỹ Đình tại Hà Nội. Trận đấu này nằm trong khuôn khổ vòng loại thứ ba Giải vô địch bóng đá thế giới 2022 khu vục châu Á, và thuộc loạt trận thứ tám trong tổng số mười lượt trận. 
Chiến thắng trước đội tuyển Trung Quốc không chỉ chấm dứt chuỗi trận toàn thua trước đối thủ kể từ lần gặp nhau đầu tiên vào năm 1997, mà còn giúp cho Việt Nam trở thành đội bóng đầu tiên đến từ Đông Nam Á có được một trận thắng tại vòng loại thứ ba của World Cup. Do trận đấu còn diễn ra vào đúng dịp Tết cổ truyền của cả hai quốc gia, chiến thắng này càng trở nên ý nghĩa và mang lại niềm vui lớn cho người Việt Nam vào ngày đầu năm mới; trong khi dư luận Trung Quốc – những người tỏ ra rất thất vọng về kết quả của trận đấu – gọi đây là "thảm kịch tại Hà Nội" (tiếng Trung: 河内惨案). Mặc dù vậy, cả hai đội tuyển Việt Nam và Trung Quốc đều đã không thể giành quyền tham dự World Cup 2022, trong đó Trung Quốc chính thức bị loại sau trận đấu này. 

## Bối cảnh
| VT | Đội            | ST | T | H | B | BT | BB | HS  | Đ  |
| -- | -------------- | -- | - | - | - | -- | -- | --- | -- |
| 1  | Ả Rập Xê Út    | 7  | 6 | 1 | 0 | 10 | 3  | +7  | 19 |
| 2  | Nhật Bản       | 7  | 5 | 0 | 2 | 7  | 3  | +4  | 15 |
| 3  | Úc             | 7  | 4 | 2 | 1 | 13 | 4  | +9  | 14 |
| 4  | Oman           | 7  | 2 | 1 | 4 | 6  | 8  | −2  | 7  |
| 5  | Trung Quốc (X) | 7  | 1 | 2 | 4 | 7  | 13 | −6  | 5  |
| 6  | Việt Nam (E)   | 7  | 0 | 0 | 7 | 4  | 16 | −12 | 0  |

Việt Nam và Trung Quốc cùng được xếp vào bảng B tại vòng loại thứ ba FIFA World Cup 2022 khu vục châu Á. Đây là lần đầu tiên Việt Nam lọt vào vòng loại cuối cùng khu vực châu Á của một kỳ World Cup, trong khi Trung Quốc đã từng tham dự vòng chung kết một lần duy nhất vào năm 2002 nhưng bị loại từ vòng bảng.
Cả hai đội tuyển đang tạm thời chia nhau những vị trí cuối trên bảng xếp hạng sau bảy lượt trận đã đấu. Tuyển Việt Nam đang trải qua đợt bất ổn lớn khi không thể giành được một điểm nào trong bảy trận đấu, mà mới nhất là trận thua đậm 0–4 trên sân khách trước Úc khiến họ chính thức bị loại khỏi vòng loại. Trung Quốc xếp ngay phía trên với 5 điểm nhiều hơn, và chỉ còn cơ hội đi tiếp trên lý thuyết.    
Lịch sử đối đầu cho thấy Việt Nam chưa bao giờ giành thắng lợi trong các cuộc chạm trán với đội bóng láng giềng. Lần gặp gỡ đầu tiên giữa hai bên là tại vòng loại World Cup 1998 diễn ra vào năm 1997, nơi Trung Quốc đã giành chiến thắng 3–1 trên sân vận động Thống Nhất. Kể từ đó đến thời điểm trận đấu diễn ra, Việt Nam còn có sáu lần đối đầu khác với Trung Quốc và đều kết thúc với phần thắng nghiêng về đối thủ, trong đó có thất bại 1–6 trên sân khách tại vòng loại Asian Cup 2011 – cũng là trận thua đậm nhất của họ trước Trung Quốc. Ở cuộc đối đầu gần nhất vào ngày 7 tháng 10 năm 2021 trên sân vận động Sharjah (nơi được coi là sân nhà của Trung Quốc vì các quy định phòng chống dịch COVID-19 nghiêm ngặt của quốc gia này), Việt Nam đã chịu thất bại sát nút 2–3 ở những phút bù giờ cuối cùng sau khi đã nỗ lực gỡ hoà đến phút 90.
Trận đấu lượt về giữa hai đội tuyển được ấn định tổ chức tại Sân vận động Quốc gia Mỹ Đình. Trước ngày diễn ra trận đấu, việc cải tạo sân Mỹ Đình đã bắt đầu được triển khai nhằm chuẩn bị cho Đại hội Thể thao Đông Nam Á 2021 sẽ diễn ra tại Việt Nam. Thứ trưởng Bộ Văn hóa, Thể thao và Du lịch Hoàng Đạo Cương đã nêu rõ đây là trận đấu rất quan trọng vì nó được tổ chức vào một ngày lễ lớn của Việt Nam, và diễn ra trong thời điểm cả nước đang ổn định lại tình hình sau đợt dịch COVID-19 căng thẳng vừa qua. Liên đoàn bóng đá Việt Nam đã yêu cầu các đơn vị thi công sớm hoàn thành việc cải tạo sân Mỹ Đình để phục vụ cho công tác tổ chức trận đấu. Khoảng 20.000 cổ động viên, tương đương 50% sức chứa của sân, được dự kiến mở cửa để theo dõi trận đấu.

## Trận đấu

### Diễn biến
Trận đấu bắt đầu vào lúc 19:00 (UTC+7) trước sự chứng kiến của 6.099 khán giả.
Sau màn nhập cuộc đầy hứng khởi, vào phút thứ 9, Hồ Tấn Tài bất ngờ mở tỷ số cho Việt Nam bằng một cú đánh đầu chuẩn xác từ đường chuyền vào của đội trưởng Đỗ Hùng Dũng. Bảy phút sau, chính Hùng Dũng đã tạo nên một pha phối hợp nhanh để Nguyễn Tiến Linh dứt điểm cận thành nâng tỷ số lên 2–0. Bị bất ngờ trước hai bàn thua liên tiếp, Trung Quốc nhanh chóng dâng cao nhằm tìm kiếm bàn gỡ, nhưng không có nhiều cơ hội đáng chú ý ngoài tình huống đá phạt vọt xà ngang của Đới Vĩ Tuấn ở cuối hiệp một.
Bốn phút sau khi bắt đầu hiệp hai, Trương Ngọc Ninh sút bóng vào lưới của đối thủ nhưng bị trọng tài từ chối do lỗi việt vị. Những nỗ lực tấn công của Trung Quốc dần trở nên vô ích trước hàng thủ được tổ chức chặt chẽ bên phía chủ nhà; họ thậm chí còn phải nhận thêm bàn thua ở phút 76 sau cú sút xa của cầu thủ vào sân thay người Phan Văn Đức. Cho đến những phút bù giờ, Từ Tân mới ghi được bàn thắng danh dự cho các vị khách, nhưng điều đó là không đủ để Trung Quốc thoát khỏi một trận thua.

### Chi tiết
| Việt Nam                                                | 3–1                            | Trung Quốc   |
| ------------------------------------------------------- | ------------------------------ | ------------ |
| Hồ Tấn Tài 9' · Nguyễn Tiến Linh 16' · Phan Văn Đức 76' | Chi tiết (FIFA) Chi tiết (AFC) | Từ Tân 90+7' |

| Việt Nam | Trung Quốc |

|                                   |    |                       |     |       |
|                                   |    |                       |     |       |
| Việt Nam Sơ đồ chiến thuật: 5–3–2 |    |                       |     |       |
| TM                                | 23 | Trần Nguyên Mạnh      |     | 86'   |
| HV                                | 4  | Bùi Tiến Dũng         |     |       |
| HV                                | 21 | Trần Đình Trọng       |     | 46'   |
| HV                                | 16 | Nguyễn Thành Chung    |     |       |
| TV                                | 7  | Nguyễn Phong Hồng Duy |     | 86'   |
| TV                                | 8  | Đỗ Hùng Dũng (c)      |     |       |
| TV                                | 14 | Nguyễn Hoàng Đức      |     |       |
| TV                                | 13 | Hồ Tấn Tài            | 43' |       |
| TV                                | 19 | Nguyễn Quang Hải      |     |       |
| TV                                | 22 | Nguyễn Tiến Linh      |     | 70'   |
| TĐ                                | 11 | Phạm Tuấn Hải         |     | 90+1' |
| Dự bị:                            |    |                       |     |       |
| TM                                | 1  | Bùi Tấn Trường        |     | 86'   |
| HV                                | 17 | Vũ Văn Thanh          |     | 86'   |
| HV                                | 3  | Lê Văn Xuân           |     |       |
| HV                                | 5  | Nguyễn Thanh Bình     |     |       |
| HV                                | 15 | Nguyễn Đức Chiến      |     |       |
| TV                                | 12 | Bùi Hoàng Việt Anh    |     | 46'   |
| TV                                | 20 | Phan Văn Đức          |     | 70'   |
| TV                                | 2  | Ngân Văn Đại          |     |       |
| TV                                | 6  | Lương Xuân Trường     |     |       |
| TV                                | 18 | Tô Văn Vũ             |     |       |
| TĐ                                | 9  | Nguyễn Văn Toàn       |     |       |
| TĐ                                | 10 | Nguyễn Công Phượng    |     | 90+1' |
| Huấn luyện viên:                  |    |                       |     |       |
| Park Hang-seo                     |    |                       |     |       |

|                                       |    |                  |     |     |
|                                       |    |                  |     |     |
| Trung Quốc Sơ đồ chiến thuật: 4–2–3–1 |    |                  |     |     |
| TM                                    | 1  | Nhan Tuấn Lăng   |     |     |
| HV                                    | 4  | Vương Sân Siêu   |     |     |
| HV                                    | 20 | Chu Thần Kiệt    |     |     |
| HV                                    | 6  | Tưởng Quang Thái |     |     |
| HV                                    | 5  | Trương Lâm Bồng  |     |     |
| TV                                    | 13 | Từ Tân           | 43' |     |
| TV                                    | 15 | Ngô Hy (c)       | 5'  |     |
| TV                                    | 18 | Lạc Quốc Phú     | 36' | 46' |
| TV                                    | 21 | Đới Vĩ Tuấn      |     | 67' |
| TV                                    | 7  | Vũ Lỗi           |     | 67' |
| TĐ                                    | 11 | Alan Carvalho    |     | 46' |
| Dự bị:                                |    |                  |     |     |
| TM                                    | 23 | Vương Đại Lôi    |     |     |
| TM                                    | 12 | Lưu Điền Tả      |     |     |
| HV                                    | 3  | Đặng Hán Văn     |     |     |
| HV                                    | 2  | Trịnh Chính      |     |     |
| HV                                    | 19 | Lưu Dương        |     |     |
| TV                                    | 17 | Lưu Bân Bân      |     | 67' |
| TV                                    | 14 | Vi Thế Hào       |     | 46' |
| TV                                    | 16 | Kim Kính Đạo     |     |     |
| TV                                    | 10 | Trương Hy Triết  |     |     |
| TV                                    | 8  | Hác Quân Mẫn     |     |     |
| TĐ                                    | 9  | Trương Ngọc Ninh |     | 46' |
| TĐ                                    | 22 | Dư Đại Bảo       |     | 67' |
| Huấn luyện viên:                      |    |                  |     |     |
| Lý Tiểu Bằng                          |    |                  |     |     |

| Trợ lý trọng tài: Mohamed Salman (Bahrain) Abdulla Saleh (Bahrain) Trọng tài thứ tư: Yahya Almulla (UAE) Trọng tài video: Mohamad Amirul (Malaysia) Muhammad Taqi (Singapore) | Quy định trận đấu - 90 phút. - 12 cầu thủ dự bị. - Được thay tối đa 5 cầu thủ trong tối đa ba lượt. |

| Thống kê         | Việt Nam | Trung Quốc |
| ---------------- | -------- | ---------- |
| Số bàn thắng     | 3        | 1          |
| Tổng số cú sút   | 6        | 11         |
| Sút trúng đích   | 4        | 5          |
| Kiểm soát bóng   | 42%      | 58%        |
| Lượt chuyền bóng | 386      | 499        |
| Chuyền chính xác | 70%      | 79%        |
| Phạt góc         | 2        | 3          |
| Phạm lỗi         | 15       | 15         |
| Việt vị          | 1        | 3          |
| Thẻ vàng         | 1        | 3          |
| Thẻ đỏ           | 0        | 0          |

## Phản ứng sau trận đấu

### Việt Nam
Sau khi trận đấu khép lại, dư luận Việt Nam tỏ ra vui mừng vì đội tuyển của họ cuối cùng đã có thể giành được một trận thắng tại vòng loại thứ ba của World Cup, và lại là trận thắng đầu tiên trước một đối thủ láng giềng như Trung Quốc. Chiến thắng càng trở nên đặc biệt trong bối cảnh nó diễn ra vào ngày mùng một Tết Nguyên Đán Nhâm Dần của cả hai quốc gia; nhiều người đã bày tỏ sự hân hoan trên mạng xã hội và cho rằng đây là "lì xì" rất ý nghĩa mà toàn đội đã dành tặng cho người hâm mộ cả nước nhân ngày đầu năm mới.
Trận đấu này còn đánh dấu chiến thắng đầu tiên tại vòng loại cuối cùng của một đội tuyển thuộc khu vực Đông Nam Á, điều mà Thái Lan không thể làm được trong hai lần tham dự trước đó vào năm 2002 và 2018. Dù không thể giúp họ tiến xa hơn tại vòng loại, chiến thắng đã góp phần xoa dịu tinh thần cho toàn đội sau loạt trận không thành công vừa qua và nhất là sau thất bại tại Giải vô địch bóng đá Đông Nam Á 2020; đồng thời đóng góp vào loạt thành công chung của bóng đá Việt Nam trong nửa đầu năm 2022, bao gồm việc đội tuyển nữ lần đầu tiên giành quyền tham dự Giải vô địch bóng đá nữ thế giới, đội tuyển U-23 lần đầu tiên vô địch giải Đông Nam Á, và các đội tuyển nam và nữ bảo vệ thành công huy chương vàng SEA Games trên sân nhà.
Việt Nam kết thúc chiến dịch vòng loại của mình bằng trận hòa 1–1 gặp Nhật Bản để trở thành đội tuyển Đông Nam Á có nhiều điểm nhất ở vòng loại này, trước khi bị Indonesia phá vỡ kỷ lục tại chiến dịch vòng loại hai năm sau đó.

### Trung Quốc
Kết quả của trận đấu đã khiến truyền thông và người hâm mộ Trung Quốc không giấu nổi sự thất vọng, bởi họ chưa từng để thua một đội tuyển bị đánh giá thấp hơn ngay trong dịp đầu năm mới. Các phương tiện truyền thông nước này đã gọi trận thua trước Việt Nam là một "thảm kịch tại Hà Nội" (“河內慘案”) và công khai chỉ trích huấn luyện viên Lý Tiểu Bằng cùng toàn đội.
Thất bại này đã chấm dứt cơ hội giành quyền tham dự World Cup 2022 của đội tuyển Trung Quốc, trong bối cảnh Oman đã cầm hòa Úc ở một trận đấu khác diễn ra cùng thời điểm. Trận đấu cũng vô tình khiến cho lời cảnh báo của cựu cầu thủ Phạm Chí Nghị từ năm 2013 trở thành sự thật, rằng "một ngày nào đó Trung Quốc sẽ thua cả Việt Nam" sau thất bại 1–5 của nước này trước Thái Lan trong một trận đấu giao hữu. Các cổ động viên trong cơn tức giận đã cho rằng trận thua này "phơi bày sự thật về tuyển quốc gia" và kêu gọi chủ tịch Hiệp hội bóng đá Trung Quốc (CFA) nên từ chức để tránh làm tổn hại đến thể diện quốc gia.
Hơn một năm sau khi trận đấu khép lại, nhiều người hâm mộ xứ Trung vẫn nhắc lại thất bại trước Việt Nam ngày mùng 1 Tết Nhâm Dần như một vết nhơ không thể quên trong lịch sử bóng đá nước này; một vài cầu thủ tham gia vào trận đấu thậm chí còn bị nghi ngờ dàn xếp tỷ số. Một tập phim trong bộ phim truyền hình Trung Quốc Xin hãy yêu anh như vậy phát sóng vào năm 2024 đã tái hiện bầu không khí theo dõi trận đấu này trong sự bực tức lẫn thất vọng của các diễn viên.